# Hans Maaß
Hans Maaß (Hamburgo, 17 de junho de 1911 — 15 de abril de 1992) foi um matemático alemão. 
Foi aluno de Erich Hecke.

## Publicações
- Maass, Hans (1949), «Über eine neue Art von nichtanalytischen automorphen Funktionen und die Bestimmung Dirichletscher Reihen durch Funktionalgleichungen», Mathematische Annalen, ISSN 0025-5831, 121: 141–183, MR 0031519, doi:10.1007/BF01329622
- Maass, H.(1949) "Automorphe Funktionen von mehreren Veranderlichen und Dirichletsche Reihen", Abh. Math. Sem. U. Hamburg 16:72–100.
- Maass, Hans (1950), «Modulformen zweiten Grades und Dirichletreihen», Mathematische Annalen, ISSN 0025-5831, 122: 90–108, MR 0037870, doi:10.1007/BF01342953
- Maass, Hans (1955), On Siegel's Modular Functions (PDF), Tata Institute of Fundamental Research Lectures on Mathematics, 3
- Maass, Hans (1964),  Lal, Sunder, ed., Lectures on modular functions of one complex variable (PDF), ISBN 978-3-540-12874-8, Tata Institute of Fundamental Research Lectures on Mathematics, 29, Bombay: Tata Institute of Fundamental Research, MR 0218305
- Maass, Hans (1971), Siegel's modular forms and Dirichlet series, Lecture Notes in Mathematics, 216, Berlin, New York: Springer-Verlag, doi:10.1007/BFb0058625,